# Соколенко Іван Прокопович
Іван Прокопович Соколенко (1909, містечко Рівне, тепер село Новоукраїнського району Кіровоградської області — 1974, місто Київ) — радянський діяч органів державної безпеки, генерал-майор. Член ЦК КПУ в 1952—1954 роках.

## Біографія
Народився в родині поштового працівника. Трудову діяльність розпочав у 1918 році наймитом. Закінчив сім класів школи.
З 1927 року служив у Червоній армії. Закінчив кавалерійське училище. З 1930 року — в прикордонних військах НКВС. Служив на Закавказзі.
Член ВКП(б) з 1938 року.
До 1941 року — виконувач обов'язків командира 43-го Геоктепинського прикордонного загону НКВС у селі Пришиб Азербайджанської РСР. Брав участь в окупації Ірану радянськими військами. З грудня 1941 року — командир 26-го прикордонного (стрілецького) полку НКВС у місті Баку.
Учасник німецько-радянської війни з 1942 року. З лютого 1942 року служив командиром 26-го стрілецького полку НКВС у складі військ НКВС з охорони тилу Чорноморської групи військ Закавказького фронту і 1-ї окремої дивізії військ НКВС Північно-Кавказького фронтів. Після війни служив заступником командира 1-ї дивізії військ МДБ СРСР в Грузинській РСР.
У 1952—1953 роках — начальник Управління внутрішньої охорони Міністерства державної безпеки (у 1953 році — Міністерства внутрішніх справ) Українського округу.
У 1961—1963 роках — начальник штабу цивільної оборони Української РСР.
Потім — у запасі, працював у ряді міністерств УРСР у Києві.
Помер на початку травня 1974 року в місті Києві.

## Звання
- підполковник
- полковник внутрішньої охорони
- генерал-майор

## Нагороди
- орден Леніна
- орден Вітчизняної війни 1-го ст. (1949)
- три ордени Червоного Прапора (4.11.1942, 29.05.1943,)
- орден Червоної Зірки (3.11.1944)
- медалі